# Dissolução da Áustria-Hungria
A Dissolução ou Desintegração da Áustria-Hungria foi um processo que ocorreu após a derrota do país na Primeira Guerra Mundial e fez desaparecer como Estado em finais de 1918. De seus territórios surgiram a Primeira República da Áustria, a Primeira República da Checoslováquia, a República Democrática Húngara, o Reino da Iugoslávia, a Segunda República Polonesa; e; o Reino de Itália e o Reino da Romênia expandiram-se territorialmente.
A Áustria passou a ser considerada o estado sucessor da Áustria-Hungria.

## Antecedentes

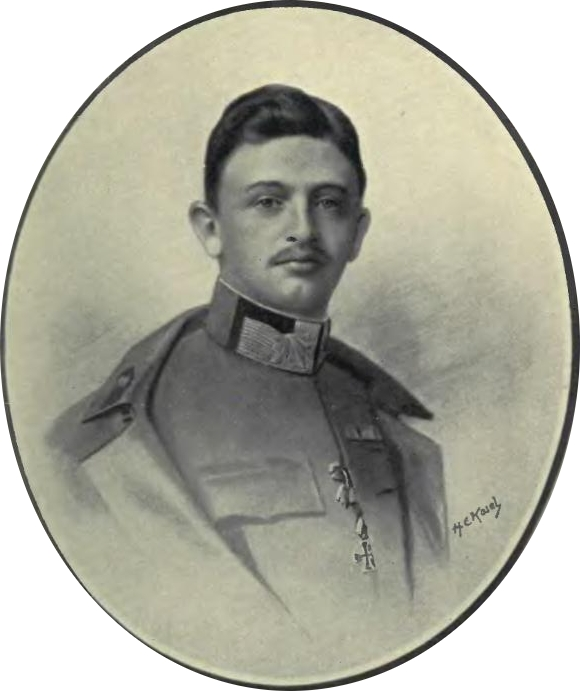
O jovem imperador Carlos, que tentou, sem sucesso, manter a unidade do império.

As tensões que desde o século XIX estavam afetando o império foram agravadas pela guerra mundial com derrotas militares e dificuldades na retaguarda. A morte do imperador ancião, Francisco José I da Áustria, em 21 de novembro de 1916 acelerou a crise.
As diferentes nacionalidades que compunham o estado intensificaram seus esforços para alcançar a independência. Na Frente Oriental com as tropas checas e eslovacas desertando em grande número, formando a chamada Legião Checoslovaca com cerca de 50 000 soldados que lutavam para a Tríplice Entente.
Os gestos do novo e jovem Imperador Carlos como a nomeação de um novo ministro do exterior (o conde tcheco Ottokar von Czernin, 22 de dezembro de 1916), a assistência do Chefe de Gabinete ou a reabertura do Parlamento na Primavera de 1917, não conseguiram acalmar as tensões pela independência.
O imperador, enquanto tentava conciliar os movimentos internos, procurou desde o início a paz com seus inimigos, usando os serviços de seu irmão, o príncipe Sixto de Bourbon-Parma (ver: Escândalo Sisto de Bourbon). As negociações fracassaram e Carlos perdeu sua capacidade de agir politicamente independente do Império Alemão.
Pouco depois do escândalo sobre as conversações secretas pelas costas dos alemães, Carlos tentou novamente agradar políticos da oposição anistiando presos políticos em 2 de julho de 1918. A atitude, relativamente bem recebida pelos adversários, foi muito mal-recebida pela maioria dos apoiantes da dinastia, especialmente os políticos conservadores alemães, que entenderam que recompensava os desleais.

## Dissolução

A dissolução do Império Austro-Húngaro e as novas unidades políticas do pós-guerra.

Após a ruptura da Frente de Salônica no final de setembro de 1918 e do pedido de armistício da Bulgária em 29 de setembro de 1918, acelerou-se a derrota do Império Austro-Húngaro e com ela a desintegração do país.
Em 4 de outubro de 1918, os austro-húngaros solicitam, em conjunto com os alemães, um armistício ao presidente dos EUA, Woodrow Wilson, baseado em seu famosos Quatorze Pontos. A resposta a isto, em 21 de outubro de 1918, marcou o golpe final na unidade do Império: Wilson recusou-se a aceitar uma mera autonomia da Checoslováquia e da Iugoslávia. O político checo, Tomáš Masaryk, temendo um acordo de última hora, proclamou a independência da Checoslováquia a partir de Washington D.C. no dia 18.
Em 5 de outubro de 1918, os deputados eslavos do sul reuniram-se em Zagreb para formar um conselho nacional.
No dia 7, representantes polacos em Varsóvia proclamaram o início da formação de um governo nacional e um Parlamento livre. No mesmo dia, rutenos reuniram-se em Lemberga para escolher o seu próprio conselho nacional. No dia 15, deputados polacos declararam-se sujeitos e cidadãos de um novo estado polonês reconstituído. Em 16 de janeiro de 1919, após muitas vicissitudes, Józef Piłsudski foi nomeado como chefe de Estado interino, Ignacy Jan Paderewski como primeiro-ministro, e Roman Dmowski como ministro das relações exteriores.
Em 12 de outubro de 1918, os deputados social-democratas austríacos se reuniram para formar um parlamento provisório e anunciar a formação de um Estado austríaco, sendo os primeiros a deixar o Parlamento Imperial (Reichsrat).
Em 16 de outubro de 1918, tentando salvar a unidade do império, o imperador lançou seu famoso Manifesto, que convidava as províncias à formação de comitês nacionais (como estava acontecendo) e propôs a transformação do Império em uma federação. Solicitou novamente a Wilson a paz em separado.
A proposta do Imperador foi mal-recebida pelos políticos húngaros, que consideraram o Ausgleich de 1867, que regia as relações entre as duas partes do império, anulado. A ação por sua vez, levou aos políticos eslovacos e romenos para fazer valer os seus direitos à autodeterminação.
Em 21 de outubro de 1918, no mesmo dia em que recebeu a resposta do presidente estadunidense à exigência da paz austro-germânica, os deputados alemães do império se reuniram como parlamento interino e declararam independência.

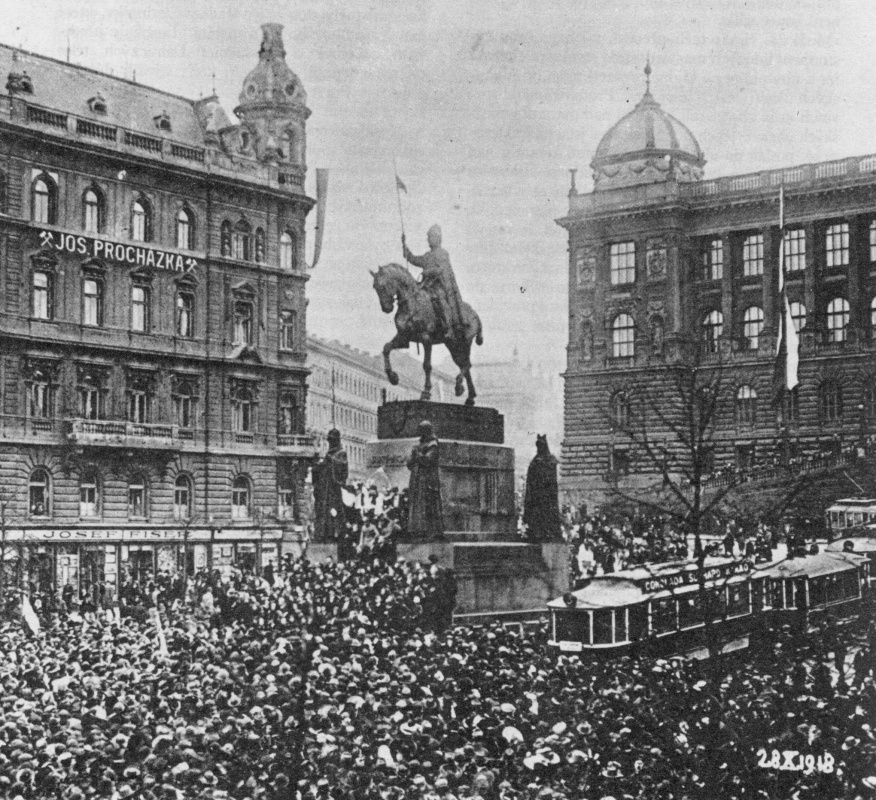
A tomada da administração da Boêmia e Morávia, pelos independentistas em 28 de outubro de 1918.

Em 28 de outubro de 1918, num golpe sem derramamento de sangue, os checos assumiram a administração da Boêmia e Morávia. No dia seguinte, o Conselho Nacional Eslovaco se mostra favorável a união dos checos e eslovacos e formaram um conselho nacional conjunto em Praga. Em 14 de novembro de 1918, a assembleia nacional elege Masaryk como presidente da nova república, Karel Kramář como primeiro-ministro e Edvard Benes como Ministro das Relações Exteriores.
Em 29 de outubro de 1918, croatas e eslovenos declararam a independência e no dia 19, diante do avanço italiano, proclamam a união com os reinos da Sérvia e Montenegro.
Em 11 de novembro de 1918, Carlos desistiu de seus direitos no território austríaco sem abdicar, no entanto, formalmente. No mesmo dia abandonou Viena e se mudou para um pavilhão de caça em Eckartsau. Dois dias depois fez o mesmo para a Hungria. Em 12 de novembro, o parlamento austríaco proclamou a república e sua integração na nova república alemã.
Em 13 de novembro de 1918, mesmo dia em que a delegação húngara consegue a renúncia dos direitos do imperador em seu refúgio em Eckartsau, o novo governo do Conde Mihály Károlyi assina um armistício em separado com a Entente, em Belgrado. O Imperador aceita antecipadamente a forma de Estado que a Hungria decidir. Em 16 de Novembro de 1918, o Conselho Nacional proclama a República Democrática Húngara.
No final de novembro, os romenos de Bucovina declararam a sua união com o Reino da Romênia e em 1 de dezembro de 1918 fez o mesmo a Transilvânia.

## Consequências
Apesar das tentativas do imperador para não abdicar formalmente e manter a possibilidade de recuperar o trono, tanto a nova República Austríaca, tal como a Checoslováquia, aprovaram uma legislação de nacionalização de suas propriedades e anulando seus privilégios políticos.
O desmembramento do império, eliminando assim uma das grandes potências europeias, levou à criação de muitos novos estados com problemas econômicos e rivalidades nacionalistas que foram mantidas durante o período entreguerras. A área passou a início do pós-guerra sob a influência da política francesa e, mais tarde, sob a influência econômica e política alemã.